# Ribeirãozinho
Ribeirãozinho este un oraș în Mato Grosso (MT), Brazilia.